# Ballade du désespéré
La Ballade du désespéré, op. 61 de Louis Vierne, est son dernier poème symphonique pour chant et orchestre (ou piano) composé sur poème de Henry Murger et l'une des dernières partitions de l'organiste aveugle de Notre-Dame de Paris avec sa Messe basse pour les défunts op. 62.
Composée en 1931 et dédiée à Madeleine Richepin, la partition est éditée chez Salabert en 1947.

## Composition
Louis Vierne a composé cinq poèmes symphoniques ou mélodies avec orchestre — sur des vers de Victor Hugo, Anna de Noailles et Gabriele D'Annunzio — dont cette Ballade du désespéré sur un poème de Henry Murger, entre le 24 août et le 30 septembre 1931, « dernier geste de Vierne bien caractéristique », selon Bernard Gavoty, « d'un romantique impénitent ». Il s'agit de l'une des dernières partitions de l'organiste aveugle de Notre-Dame de Paris, avec sa Messe basse pour les défunts op. 62.
La composition de « cette œuvre singulière, véritablement expressionniste », est à rapprocher, comme souvent dans la vie de Vierne, d'un « événement qui bouleversait à nouveau la vie affective du compositeur : Madeleine [Richepin, sa compagne depuis 1921] venait de prendre la décision de faire sa vie de son côté, sans pour autant abandonner tout à fait l'être dont elle s'occupait jalousement, presque exclusivement, depuis déjà tant d'années… Elle épouse le 28 octobre 1931 le docteur Louis Mallet ».
La cécité de Vierne l'empêche de pouvoir achever l'orchestration de sa Ballade du désespéré. Celle-ci, « splendide » selon Franck Besingrand, sera réalisée pour la publication à titre posthume par son élève Maurice Duruflé, en 1943.
Dédiée à Madeleine Richepin, la partition est éditée par Salabert en 1947.

## Analyse
Bernard Gavoty ne tarit pas d'éloges sur cette ultime partition vocale : « Ce n'est plus le désespoir farouche des Spleens et détresses que Vierne a voulu exprimer, mais cet apaisement suspect qui précède la fin de la vie, chez certains êtres mal résignés à vieillir ». L'accord entre poème et musique est profond, et « certains vers — les derniers surtout — sont prosodiés de façon magistrale, en sorte que l'on perçoit à peine la musique et que, n'étaient les quelques accords qui les soutiennent, on croirait qu'il s'agit de déclamation parlée, tant il y a identité entre la cadence naturelle des mots et le rythme de la mélodie ». En un mot, « c'est du très grand art ».
Franck Besingrand souligne également le caractère « étrange » de la Ballade du désespéré op. 61, poème lyrique « déroutant par sa noirceur et son climat oppressant : Vierne semble s'être totalement identifié au personnage du poète. Ce dernier reçoit la visite d'une créature quasi fantomatique, se proclamant successivement être « la Gloire, l'Amour, la Jeunesse et la Richesse ». Faisant part de sa lassitude, le poète refuse de laisser entrer cet être inquiétant jusqu'à la déclinaison de sa véritable identité : la Mort ».

## Discographie
{{ Louis Vierne · Queensland Symphony Orchestra · Guillaume Tourniaire · Steve Davislim
Turbulent Heart
℗ 2009 Melba Recordings
Released on: 2009-08-01…}}
- Louis Vierne : Poème de l'amour, Psyché, Ballade du désespéré par Michael Bundy (baryton) et Jeremy Filsell (piano) (2010, CD Naxos 8.572346)